# Colonia Yerba Buena
Colonia Yerba Buena är en ort i Mexiko.   Den ligger i kommunen Acatepec och delstaten Guerrero, i den sydöstra delen av landet, 240 km söder om huvudstaden Mexico City. Colonia Yerba Buena ligger 1 838 meter över havet och antalet invånare är 222.
Terrängen runt Colonia Yerba Buena är bergig västerut, men österut är den kuperad. Runt Colonia Yerba Buena är det ganska glesbefolkat, med 24 invånare per kvadratkilometer. Närmaste större samhälle är Malinaltepec, 19,3 km öster om Colonia Yerba Buena. I omgivningarna runt Colonia Yerba Buena växer huvudsakligen savannskog.